# Karin Mansdotter (Film)
Karin Mansdotter ist ein schwedisches Historiendrama aus dem Jahre 1954 von Alf Sjöberg mit Ulla Jacobsson in der Titelrolle.

## Handlung
König Erik von Schweden verliebt sich in Karin Mansdotter, die Tochter eines einfachen Soldaten. Göran Persson, der Berater des Monarchen, unterstützt diese Beziehung. Er erhofft sich dadurch mit der „Frau aus dem Volke“ Einfluss auf den König zu nehmen. Denn er will die Macht des Adels am Hofe und im Lande brechen und damit die Rechte der einfachen Bevölkerung stärken. Karin bringt in der Beziehung mit ihrem König zwei Kinder zur Welt, doch Erik kann sich nicht dazu durchringen, seine große Liebe zu ehelichen. Stattdessen erwählt er die englische Prinzessin Elizabeth Tudor zu seiner Zukünftigen. Doch dieser Plan geht nicht auf, und so wird Karin, ganz zur Freude Görans, schließlich doch noch Königin von Schweden. Persson hat damit einen wichtigen Sieg errungen und lässt daraufhin mehrere Adelige ermorden. Nach seinem Willen soll der König ihnen Hochverrat unterstellen. Erik muss vor das Parlament treten, und seine harsche Entscheidung, die Männer hinrichten zu lassen, nachträglich begründen. 
Die von Perssons zu verantwortende und vom König gebilligte Exekution hat nun endgültig die zentralen Kräfte des Hochadels gegen Erik und seinen Einflüsterer aufgebracht. Vor dem Parlament bringt der König, der sein Redemanuskript vergessen hat, alle Fakten durcheinander. Dies führt dazu, dass die adeligen Angeklagten freigesprochen werden. Erik entschuldigt sich daraufhin öffentlich für die ungerechtfertigten Tötungen. Als beim König Anzeichen von Depression und schließlich Geisteskrankheit auftauchen, braut sich bei den Höflingen eine Verschwörung zusammen. Es kommt zum Putsch des Adels, und Erik wird abgesetzt. Dessen Bruder Johan reißt die Macht an sich, lässt Persson als Eriks engsten Vertrauten kurzerhand verhaften und hinrichten. Die königliche Familie wird gefangen gesetzt. Viele Jahre eingekerkert, muss auch der nunmehr dem Wahn verfallene Erik auf Johans Befehl sein Leben lassen. Karins Leben wird verschont, die Ex-Königin fern auf ein Schloss nach Finnland verbannt. Dort will sich die Königinwitwe fortan ganz der Erziehung ihrer und Eriks Tochter widmen.

## Produktionsnotizen
Karin Mansdotter wurde vom 7. April bis 24. Juli 1954 gedreht und lief am 1. November 1954 in den schwedischen Kinos an. 1960 lief das Historiendrama auch in Deutschland an. Am 26. März 1966 wurde der Film erstmals im deutschen Fernsehen (ARD) ausgestrahlt.

## Kritiken
„Alf Sjöberg besitzt nicht die Fähigkeit, und dieser Mangel in Kombination mit Ulla Jacobsson schwachem Versuch, die Titelrolle zu erfassen, führt den Films an den Rand einer Katastrophe.“

„Karin Månsdotter ist ein exzellentes Beispiel für das Studium von Sjöbergs Mängel und Tugenden als Filmregisseur.“

„Sjöberg wollte ursprünglich Strindbergs Drama verfilmen, erhielt aber die Rechte nicht und begann den Film nach einem eigenen Drehbuch, das sich an Stringberg „vorbeimogelte“. (…) Die dadurch entstandene Mischung verschiedener Stile hat jedoch einen eigentümlichen Reiz. Der Prolog erzählt Karins Jugend bis zur Begegnung mit Erik in Farbe und im Stil einer altertümlichen Ballade. Der (schwarzweiße) Mittelteil ist eine filmübliche Mischung aus Intrigenspiel und psychologischem Drama. Der Schluß, nach Eriks Sturz, folgt den strengen Regeln der literarischen Vorlage. So hat der Stil jeweils eine direkte Beziehung zum Charakter des Dargestellten.“

„In drei Teilen – der mittlere folgt einem Einakter von Strindberg – mit glänzender Bildkunst und Darstellerführung inszenierter Historienfilm.“